# Setge de Limerick (1690)
El setge de Limerick de 1690 va ser una batalla lliurada l'Agost de 1690, durant la Guerra de la Lliga d'Augsburg. Enfrontà les tropes jacobites franceses i irlandeses que es van retirar a la ciutat després de la seva derrota a la batalla del Boyne contra l'exèrcit del rei protestant Guillem III.
Limerick és una ciutat a l'oest d'Irlanda. Està defensat per l'imponent castell del rei Joan. La ciutat va ser assetjada dues vegades durant la Guerra de la Lliga d'Augsburg. El primer d'aquests setges comença el 7 août quan l'exèrcit protestant arriba a la ciutat perseguint les forces jacobites. Una emboscada retardant l'arribada de la seva artilleria, l'assalt no va tenir lloc fins 27 août. Després de tres hores i mitja de lluita, les pèrdues protestants són importants i Guillaume dona l'ordre de retirar-se. Limerick va romandre una fortalesa jacobita fins al segon setge que va tenir lloc l'any següent.

## Antecedents estratègics
Després de la defensa reeixida de Derry i el setge de Carrickfergus, els jacobites havien perdut el control del nord d'Irlanda a finals de 1689. La seva derrota a la batalla del Boyne l'1 de juliol de 1690 va veure que les seves forces es retiraven desordenadament de la part oriental del país, abandonant la capital Dublín en el procés. El mateix Jaume II havia fugit d'Irlanda cap a França, jutjant les seves perspectives militars allà desesperades. Els jacobites irlandesos encara en el camp es van trobar en la mateixa posició que els confederats catòlics d'una generació abans: mantenint un enclavament darrere del riu Shannon, basat a les ciutats de Limerick i Galway. El principal exèrcit jacobita s'havia retirat a Limerick després de la seva derrota al Boyne.
Alguns dels seus comandants superiors, en particular Richard Talbot, primer comte de Tyrconnell, volien rendir-se als guillemites mentre encara podien aconseguir bones condicions, però van ser anul·lats per oficials irlandesos com Patrick Sarsfield, que volien continuar lluitant. La raó principal per la qual molts oficials jacobites es resistien a rendir-se van ser els durs termes de rendició publicats per Guillem a Dublín després de la seva victòria al Boyne. Aquests termes oferien un perdó només a la base jacobita i no als oficials ni a la classe terratinent. El comandant francès del jacobita, Lauzun, també va voler rendir-se, expressant la seva consternació per l'estat de les fortificacions de Limerick, dient que podrien ser "derrocades per pomes rostides".
No obstant això, hi havia suficients tropes jacobites per defensar Limerick. Un total de 14.500 infants jacobitas van ser allotjats a Limerick i altres 2.500 de cavalleria a Clare sota Sarsfield. A més, la moral dels soldats corrents era alta, malgrat la derrota al Boyne. Això va ser degut a la circulació d'una antiga profecia irlandesa que els irlandesos guanyarien una gran victòria sobre els anglesos fora de Limerick i els expulsarien d'Irlanda. Això pot semblar estrany, però aquestes profecies eren una part important de la cultura popular irlandesa de l'època. Els guillemites es van burlar d'aquesta superstició en cançons com Lillibullero. El diputat de Lauzun, el marquès de Boisseleau, va donar suport als intransigents en els seus intents de defensar la ciutat i va supervisar les millores a les defenses de Limerick.

## Assalt a Limerick

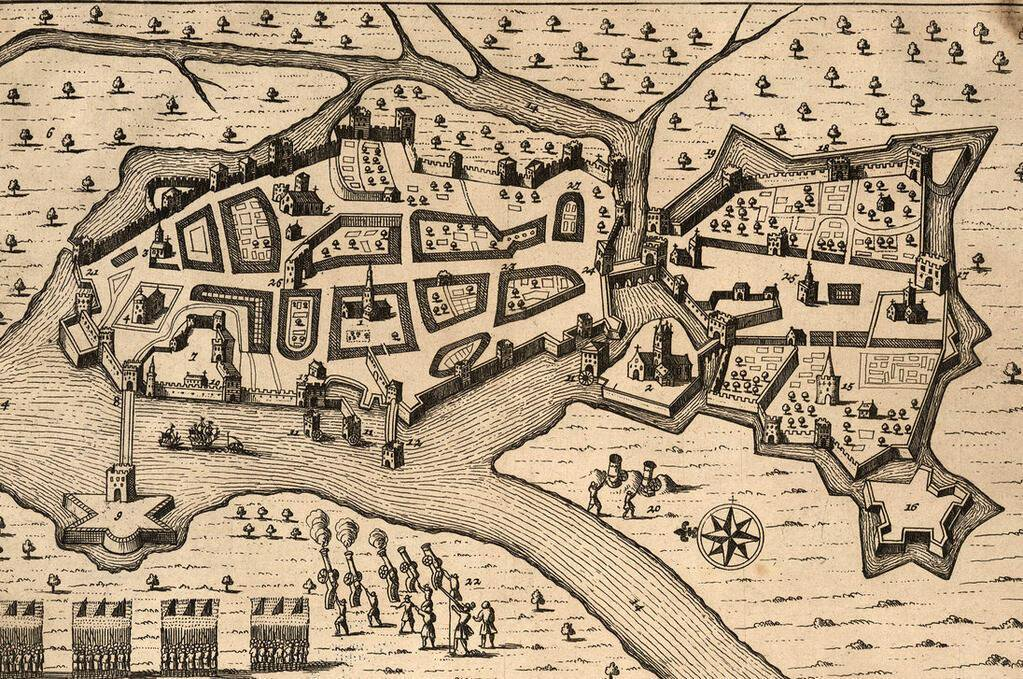
Setge de Limerick 1690.

En aquest moment era finals d'agost. S'acostava l'hivern i Guillem volia acabar la guerra d'Irlanda per poder tornar als Països Baixos i tirar endavant el negoci principal de la Guerra de la Gran Aliança contra els francesos. Per aquest motiu, va decidir un assalt total a Limerick.
Els seus canons de setge van fer volar una bretxa a les muralles de la secció de la "ciutat irlandesa" de la ciutat i Guillem va llançar el seu assalt el 27 d'agost. La bretxa va ser assaltada per granaders danesos, però l'oficial francès del jacobita, Boisseleau, havia construït un moviment de terres o un cop de terra dins dels murs i havia aixecat barricades als carrers, impedint als atacants. Els granaders danesos, i els vuit regiments que els van seguir fins a la bretxa, van patir terriblement per la mosqueteria i el tir de canons a quemarratge. Soldats jacobites sense armes i la població civil (incloent-hi, famoses, les dones) es van alinear a les parets i van llançar pedres i ampolles als atacants. Un regiment de dracs jacobits també va fer una sortida i va atacar els guillemites a la bretxa des de l'exterior. Després de tres hores i mitja de lluita, Guillem finalment va cancel·lar l'assalt.

## L'atac de Sarsfield a Ballyneety
Guillem d'Orange i el seu exèrcit van arribar a Limerick el 7 d'agost de 1690 amb 25.000 homes i van ocupar el fort d'Ireton i el fort de Cromwell (construït durant el setge de Limerick (1650–1651)) fora de la ciutat. No obstant això, només tenia amb ell la seva artilleria de camp, ja que el seu canó de setge encara s'estava fent camí des de Dublín amb una escorta lleugera. Aquest tren de setge va ser interceptat per la cavalleria de Sarsfield, (600 homes guiats per " Galloping Hogan ") a Ballyneety, i destruït, juntament amb els canons i municions de setge dels guillemites. Això va significar que Guillem va haver d'esperar deu dies més abans de poder començar a bombardejar Limerick de debò, mentre que un altre tren de setge es portava des de Waterford.

## Retirada dels guillemites
Els homes de Guillem havien patit unes 3.000 baixes, incloses moltes de les seves millors tropes holandeses, daneses, alemanyes i hugonotes. Els jacobits van perdre només 400 homes a la batalla. A causa de l'empitjorament del temps, Guillem va cancel·lar el setge i va posar les seves tropes als quarters d'hivern, on altres 2.000 d'ells van morir de malaltia. El mateix Guillem va deixar Irlanda poc després, tornant a Londres. Posteriorment va marxar d'allà per prendre el comandament de les forces aliades que lluitaven a Flandes, i va deixar Godert de Ginkell per comandar a Irlanda. L'any següent Ginkell va obtenir una victòria important a la batalla d'Aughrim .
Després del setge, Guillem Dorrington va ser nomenat governador de la ciutat i van començar els preparatius per millorar les fortificacions. Limerick havia de seguir sent una fortalesa jacobita fins que es va rendir després d'un altre setge de Guillem l'any següent. Després de la pèrdua d'aquest últim gran bastió, Patrick Sarsfield va portar l'exèrcit a l'exili en el Vol de les oques salvatges al continent, on van continuar al servei de la causa de James i els seus successors.